# Lobshagen 3 (Stralsund)
Das Haus Lobshagen 3 in Stralsund ist ein teilweise denkmalgeschütztes Bauwerk in der Straße Lobshagen. 
Das Vorderhaus wurde im Jahr 1912 anstelle eines Vorgängerbaus errichtet. An seiner Rückseite steht ein dreigeschossiges Fachwerkgebäude, das wohl aus dem 18. Jahrhundert stammt. Es zeigt vorkragende Obergeschosse und ein flach geneigtes Pappdach.
Das Hofgebäudes des Hauses im Kerngebiet des von der UNESCO als Weltkulturerbe anerkannten Stadtgebietes des Kulturgutes „Historische Altstädte Stralsund und Wismar“ ist in die Liste der Baudenkmale in Stralsund eingetragen.